# Bernhard Cibis
Bernhard Cibis (* 28. Juni 1946 in Haßfurt; † 27. Juni 2002 in Bamberg) war ein deutscher Objektkünstler, Maler, Zeichner und Grafiker.

## Leben und Werk
Bernhard Cibis besuchte nach dem Abitur in Haßfurt die Kunstakademie München. Dort erlebte er den Beginn der 68er-Bewegung hautnah und war schockiert vom konservativen Lehrbetrieb. Er beschäftigte sich daher weniger mit bildender Kunst als mit den Theorien der Gesellschaftswissenschaften, Politik, Soziologie, Philosophie, Geschichte und der modernen Medien. Noch während seines Studiums heiratete er 1972 seine Freundin Barbara. Nach einer gemeinsamen Rucksacktour durch Südamerika arbeitet Cibis von 1975 bis 1987 als Kunsterzieher am Würzburger Siebold-Gymnasium.
Bis Anfang der 1980er Jahre unterhielt er noch kein eigenes Atelier und schuf deshalb überwiegend kleinformatige Arbeiten, wie Collagen und verfremdete Spielzeugfiguren, die  aktuelle Probleme thematisierten: Massentierhaltung, Umweltzerstörung, militärische Konflikte, Atommüll und überhandnehmende Industrialisierung. In seiner Objektkunst setzte er sich mit ähnlichen Themen und der modernen Medizin auseinander.
Seine gesellschaftskritischen Arbeiten fanden in Würzburg nur wenig Anklang, er fühlte sich in der Bischofsstadt am Main eingeengt und beschloss daher, für einige Zeit (1987–1990) in Ndanda, Tansania zu leben. In dieser Zeit schuf er etwa hundert Stelen aus Ebenholz, circa 1000 Arbeiten auf Papier und bemalte 100 Leinwände. Hierbei kümmerte er sich nicht mehr um Kompositionsregeln, die er als „Ballast an Kunstgeschichtswissen“ empfand, sondern ließ sich von der reichen Farben- und Formenvielfalt Afrikas inspirieren.
Nach seiner Rückkehr nach Franken lebte er mit seiner Familie in Bamberg und arbeitete freiberuflich. Bei zwei Münchner Banken übernahm er das Außen- und Innenraumdesign, war als künstlerischer Berater beim Umbau tätig, entwarf Möbel, Schalter, Lichtobjekte und einen Brunnen. Hierbei war Plexiglas einer seiner bevorzugten Werkstoffe, dessen vielseitige Verwendungsmöglichkeiten er schätzte.
1992 unterrichtete und arbeitete Cibis vier Wochen an der Kunsthochschule in Quito, Ecuador. Die Mentalität, Sprache und Lebensfreude der Bevölkerung empfand er als positiv und auch seine Arbeiten aus dieser Zeit zeichnen sich durch noch kräftigere, aber zugleich leichtere Farben als in Afrika aus.
Ab 1994 unterrichtete Bernhard Cibis wieder Kunst am Kaiser-Heinrich-Gymnasium in Bamberg und zog in der Ausstellung „Virus Blau“ in der Bamberger Stadtgalerie Villa Dessauer eine erste künstlerische Bilanz. Zeitgleich entdeckte er Federstahl für sich und lotete in zahlreichen Objekten die künstlerischen Möglichkeiten dieses Werkstoffes aus, der es ihm ermöglichte zufällige und absichtliche Bewegung sowie Geräusche in seine Kunst zu integrieren.
Die Ausstellung „Farb.Licht – Kunst unter Strom“ 1999 in der Städtischen Galerie Würzburg dürfte zu den Highlights seiner Karriere gehört haben. Eines seiner Lichtobjekte wurde unter einem Dach mit Arbeiten international renommierter Künstler wie Dan Flavin, Mauricio Nannucci und Bruce Nauman präsentiert.
Kurze Zeit später erkrankte er schwer und verstarb im Alter von 55 Jahren.

## Ausstellungen

### Einzelausstellungen
- 1977: Castell Bank, Würzburg
- 1984: Spitäle, Würzburg
- 1985: Rathaus (Innenhof), Schweinfurt
- 1986: Institut für Philosophie, Würzburg
- 1986: Forum Kunst, Würzburg/Sulzdorf
- 1986: Produzentengalerie Adelgundenstraße, München
- 1986: Palais Stutterheim, Erlangen
- 1990: Galerie am Andlauer Hof, Eichstätt
- 1990: Deutscher Entwicklungsdienst, Berlin
- 1992: Kronberg im Taunus
- 1992: Galerie Posada des las Artes Kingman, Quito (Ecuador)
- 1992: Galerie El Condado, Quito (Ecuador)
- 1992: Galerie Ilka Klose, Würzburg
- 1993: Iwalewahaus, Bayreuth
- 1994: Stadtgalerie Villa Dessauer, Bamberg
- 1996: Galerie für Zeitkunst, Bamberg
- 2000: MAQUET Surgical Academy Galerie, Rastatt
- 2020: Retrospektive, Kunsthaus Michel, Würzburg

### Gemeinschaftsausstellungen
- 1981–1983: Schloss Weissenstein, Pommersfelden
- 1984: Kaiserburg, Nürnberger Burg, Nürnberg
- 1984: Künstlerwerkstätten Lothringerstraße, München
- 1986: Caen
- 1986: Otto-Richter-Halle, Würzburg (mit Joachim Schaffer)
- 1986: Kirchenburg, Ostheim vor der Rhön
- 1986: Institut für ästhetische Grenzbereiche, Nürnberg
- 1986: MAKKOM, Amsterdam (mit de Vries und van de Felde)
- 1992: Künstlerwerkstätten Lothringerstraße, München
- 1992: Art Frankfurt, Frankfurt am Main (durch Galerie Heseler, München)
- 1993: Galerie Heseler, München (mit Angles Granini)
- 1996: Galerie Ilka Klose, Würzburg
- 1996: Germanisches Nationalmuseum, Nürnberg
- 1998: Rathaushallen, Forchheim
- 1999: Städtische Galerie, Würzburg
- 1999: Kunstmuseum, Heidenheim
- 1999: Stadtgalerie Villa Dessauer, Bamberg
- 2000: Galerie Kunststück, Würzburg (mit Brigitte Miers)
- 2000: Germanisches Nationalmuseum, Nürnberg
- 2001: Kulturforum Abraxas, Augsburg
- 2001: Ortung 11, Schwabach
- 2001: Kunsthaus, Nürnberg

## Filmbeiträge
- „Bernd Cibis - Biographie“ auf YouTube
- Trailer „Bernd Cibis - Retrospektive“ auf YouTube

| Personendaten    | Personendaten                                          |
| ---------------- | ------------------------------------------------------ |
| NAME             | Cibis, Bernhard                                        |
| KURZBESCHREIBUNG | deutscher Objektkünstler, Maler, Zeichner und Grafiker |
| GEBURTSDATUM     | 28. Juni 1946                                          |
| GEBURTSORT       | Haßfurt                                                |
| STERBEDATUM      | 27. Juni 2002                                          |
| STERBEORT        | Bamberg                                                |